# Composition des équipes au Championnat d'Europe masculin de handball 1998
Cet article liste la composition des équipes qualifiées au championnat d'Europe masculin de handball 1998, organisé en Italie du 29 mai au 7 juin 1998.
L'âge, le club, le nombre de sélections et le nombre de buts sont en date du 7 juin 1998.

## Effectifs

### France
Wiltberger, Joulin, Cordinier ont dû déclarer forfait pour cause de blessures. Ajoutés aux méformes ou mises à l'écart, huit joueurs ont intégré le groupe avant le début de l'Euro. Stéphane Plantin, victime lors du Tournoi de Bercy d'une grosse béquille à la cuisse, a accompagné l'équipe de France, mais n'a finalement pas joué pendant la compétition. Enfin, Benoît Varloteaux (entorse du poignet droit), Jackson Richardson (blocage articulaire au genou droit) et Guillaume Gille (blocage articulaire au pied droit) ont été légèrement blessé avant le match face à l'Italie mais ont ensuite pu tenir leur rang.

### Italie
Effectif de l'Italie au Championnat d'Europe 1998,,,,,,
- Entraîneur :  Lino Červar

## Statistiques

### Taille et poids
Les statistiques des joueurs en termes de taille et de poids sont :
| Equipe         | Taille (cm) | Taille (cm) | Taille (cm) | Taille (cm) | Taille (cm) | Taille (cm) | Taille (cm) | Poids (kg) | Poids (kg) | Poids (kg) |
| Equipe         | <179        | 180-189     | 190-199     | >200        | Min.        | Max.        | Moy.        | Min.       | Max.       | Moy.       |
| -------------- | ----------- | ----------- | ----------- | ----------- | ----------- | ----------- | ----------- | ---------- | ---------- | ---------- |
| Suède          | 1           | 3           | 10          | 1           | 166         | 205         | 191,4       | 75         | 107        | 92,3       |
| Espagne        | 1           | 7           | 6           | 2           | 179         | 210         | 190,0       | 75         | 124        | 90,4       |
| Allemagne      | 1           | 3           | 9           | 3           | 171         | 208         | 193,4       | 75         | 107        | 90,9       |
| Russie         | 0           | 6           | 5           | 4           | 180         | 200         | 191,5       | 78         | 101        | 87,2       |
| RF Yougoslavie | 0           | 6           | 7           | 2           | 182         | 203         | 190,9       | 77         | 105        | 91,9       |
| Hongrie        | 0           | 6           | 8           | 1           | 182         | 200         | 190,0       | 76         | 115        | 92,6       |
| France         | 1           | 6           | 8           | 1           | 175         | 200         | 189,9       | 70         | 105        | 88,6       |
| Croatie        | 0           | 5           | 10          | 1           | 183         | 202         | 191,1       | 78         | 102        | 89,1       |
| Lituanie       | 0           | 5           | 9           | 1           | 183         | 200         | 191,0       | 80         | 100        | 88,1       |
| Rép. tchèque   | 0           | 9           | 5           | 2           | 180         | 202         | 189,6       | 75         | 98         | 87,1       |
| Italie         | 1           | 3           | 10          | 1           | 179         | 200         | 190,3       | 80         | 100        | 89,0       |
| Macédoine      | 0           | 13          | 3           | 0           | 182         | 196         | 186,9       | 85         | 105        | 90,9       |
| Total          | 5           | 72          | 90          | 19          | 166         | 210         | 190,5       | 70         | 124        | 89,8       |

La taille moyenne dépasse légèrement 190 cm, soit environ 15 cm de plus que la moyenne européenne. Le naturalisé espagnol Andrei Xepkin est le plus grand (210 cm) tandis que le suédois Ljubomir Vranjes est le plus petit (166 cm). Le français Stéphane Plantin est le plus léger (70 kg).

### Âge
Les statistiques des joueurs en termes d'âge sont :
| Equipe       | Année de naissance | Année de naissance | Année de naissance | Année de naissance | Année de naissance | Année de naissance | Année de naissance | Année de naissance | Année de naissance | Âge (ans)  | Âge (ans) | Âge (ans) |
| Equipe       | 1967 (et avant)    | 1968               | 1969               | 1970               | 1971               | 1972               | 1973               | 1974               | 1975 (et après)    | Plus jeune | Plus âgé  | Moy.      |
| ------------ | ------------------ | ------------------ | ------------------ | ------------------ | ------------------ | ------------------ | ------------------ | ------------------ | ------------------ | ---------- | --------- | --------- |
| Suède        | 6                  | 1                  | 1                  | 1                  | 1                  | 0                  | 2                  | 2                  | 1                  | 21         | 34        | 28,8      |
| Espagne      | 2                  | 3                  | 1                  | 2                  | 4                  | 0                  | 0                  | 2                  | 2                  | 22         | 23        | 27,6      |
| Allemagne    | 2                  | 4                  | 1                  | 1                  | 2                  | 1                  | 2                  | 3                  | 0                  | 24         | 37        | 28,2      |
| Russie       | 2                  | 0                  | 1                  | 1                  | 4                  | 1                  | 1                  | 4                  | 1                  | 23         | 36        | 27,1      |
| Yougoslavie  | 2                  | 1                  | 0                  | 4                  | 2                  | 1                  | 0                  | 1                  | 4                  | 20         | 32        | 26,4      |
| Hongrie      | 1                  | 2                  | 3                  | 4                  | 1                  | 1                  | 0                  | 0                  | 3                  | 23         | 34        | 27,7      |
| France       | 1                  | 0                  | 2                  | 1                  | 3                  | 1                  | 1                  | 3                  | 4                  | 21         | 31        | 25,4      |
| Croatie      | 6                  | 0                  | 0                  | 0                  | 2                  | 1                  | 2                  | 1                  | 4                  | 21         | 38        | 27,8      |
| Lituanie     | 1                  | 0                  | 1                  | 1                  | 2                  | 3                  | 2                  | 1                  | 4                  | 20         | 31        | 25,3      |
| Rép. tchèque | 2                  | 0                  | 0                  | 0                  | 2                  | 2                  | 3                  | 2                  | 5                  | 21         | 32        | 25,3      |
| Italie       | 7                  | 1                  | 0                  | 3                  | 3                  | 0                  | 0                  | 0                  | 1                  | 22         | 33        | 29,3      |
| Macédoine    | 5                  | 3                  | 0                  | 1                  | 0                  | 2                  | 2                  | 1                  | 2                  | 22         | 39        | 28,6      |
| Total        | 37                 | 15                 | 10                 | 19                 | 26                 | 13                 | 15                 | 20                 | 31                 | 20         | 39        | 27,3      |

### Par nombre de sélections
Les statistiques des joueurs en termes d'âge sont :
| Equipe       | Par nombre de sélections | Par nombre de sélections | Par nombre de sélections | Statistiques | Statistiques | Statistiques |
| Equipe       | <49                      | 50-59                    | >100                     | Min.         | Max.         | Moy.         |
| ------------ | ------------------------ | ------------------------ | ------------------------ | ------------ | ------------ | ------------ |
| Suède        | 3                        | 5                        | 7                        | 10           | 276          | 126,5        |
| Espagne      | 9                        | 5                        | 2                        | 0            | 160          | 48,4         |
| Allemagne    | 9                        | 3                        | 4                        | 12           | 196          | 76,2         |
| Russie       | 6                        | 5                        | 4                        | 6            | 170          | 68,3         |
| Yougoslavie  | 9                        | 2                        | 4                        | 15           | 126          | 57,1         |
| Hongrie      | 4                        | 8                        | 3                        | 2            | 193          | 78,5         |
| France       | 12                       | 0                        | 4                        | 3            | 245          | 62,6         |
| Croatie      | 8                        | 7                        | 1                        | 6            | 104          | 48,1         |
| Lituanie     | 2                        | 13                       | 0                        | 22           | 90           | 64,3         |
| Rép. tchèque | 13                       | 3                        | 0                        | 3            | 84           | 33,6         |
| Italie       | 5                        | 4                        | 6                        | 5            | 184          | 79,4         |
| Macédoine    | 12                       | 4                        | 0                        | 8            | 59           | 34,3         |
| Total        | 92                       | 59                       | 35                       | 0            | 276          | 64,3         |

### Feuilles de matchs
1. 1 2  « 05-GER-SWE ».
2. 1 2  « 11-ITA-GER ».
3. 1 2  « 15-YUG-GER ».
4. 1 2  « 21-GER-FRA ».
5. 1 2  « 27-GER-LTU ».
6. 1 2  « 36-GER-ESP ».
7. 1 2  « 37-GER-RUS ».
8. 1 2  « 02-CRO-ESP ».
9. 1 2  « 10-CZE-CRO ».
10. 1 2  « 14-CRO-MKD ».
11. 1 2  « 22-RUS-CRO ».
12. 1 2  « 30-CRO-HUN ».
13. 1 2  « 33-FRA-CRO ».
14. 1 2  « 08-ESP-HUN ».
15. 1 2  « 18-ESP-CZE ».
16. 1 2  « 24-MKD-ESP ».
17. 1 2  « 28-RUS-ESP ».
18. 1 2  « 38-ESP-SWE ».
19. 1 2  « 01-FRA-LTU ».
20. 1 2  « 09-SWE-FRA ».
21. 1 2  « 13-FRA-ITA ».
22. 1 2  « 29-FRA-YUG ».
23. 1 2  « 04-HUN-MKD ».
24. 1 2  « 16-HUN-RUS ».
25. 1 2  « 20-HUN-CZE ».
26. 1 2  « 34-YUG-HUN ».
27. 1 2  « 03-YUG-ITA ».
28. 1 2  « 23-ITA-LTU ».
29. 1 2  « 25-SWE-ITA ».
30. 1 2  « 31-ITA-MKD ».
31. 1 2  « 07-LTU-YUG ».
32. 1 2  « 17-LTU-SWE ».
33. 1 2  « 32-LTU-CZE ».
34. 1 2  « 12-MKD-RUS ».
35. 1 2  « 26-CZE-MKD ».
36. 1 2  « 06-RUS-CZE ».
37. 1 2  « 35-SWE-RUS ».
38. 1 2  « 19-YUG-SWE ».

### Autres références
1. ↑  (en) « Liste provisoire de l'Allemagne au 20 janvier 1998 », sur hb-euro98.com (version du 30 juin 1998 sur Internet Archive).
2. ↑  (en) « Liste provisoire de la Croatie au 20 janvier 1998 », sur hb-euro98.com (version du 30 juin 1998 sur Internet Archive).
3. ↑  (en) « Liste provisoire de l'Espagne au 20 janvier 1998 », sur hb-euro98.com (version du 30 juin 1998 sur Internet Archive).
4. ↑  (en) « Liste provisoire de la France au 20 janvier 1998 », sur hb-euro98.com (version du 30 juin 1998 sur Internet Archive).
5. 1 2 3  « Euro-98, France - Italie : Pas d'états d'âme ! », Le Télégramme, 1er juin 1998 (consulté le 27 mars 2019).
6. ↑  « France-Lituanie en ouverture des Championnats d´Europe en Italie », Le Parisien, 29 mai 1998 (consulté le 27 mars 2019).
7. ↑  « La vie des Bleus », Hand mag, Fédération française de handball, no 27,‎ juin 1998, p. 14 (ISSN 1267-0820, lire en ligne, consulté le 26 mars 2019)
8. ↑  (en) « Liste provisoire de la Hongrie au 20 janvier 1998 », sur hb-euro98.com (version du 30 juin 1998 sur Internet Archive).
9. ↑  (hu) « Historique des effectifs aux Championnats d'Europe », sur kezitortenelem.hu (consulté le 12 novembre 2019).
10. ↑  (en) « Liste provisoire de l'Italie au 20 janvier 1998 », sur hb-euro98.com (archivé sur Internet Archive).
11. ↑  (en) « Liste provisoire de la Lituanie au 20 janvier 1998 », sur hb-euro98.com (version du 22 février 1999 sur Internet Archive).
12. ↑  (en) « Liste provisoire de la Macédoine au 20 janvier 1998 », sur hb-euro98.com (version du 30 juin 1998 sur Internet Archive).
13. ↑  (en) « Liste provisoire de la Russie au 20 janvier 1998 », sur hb-euro98.com (version du 30 juin 1998 sur Internet Archive).
14. ↑  (en) « Liste provisoire de la Suède au 20 janvier 1998 », sur hb-euro98.com (version du 30 juin 1998 sur Internet Archive).
15. ↑  (en) « Liste provisoire de la République tchèque au 20 janvier 1998 », sur hb-euro98.com (version du 20 février 1999 sur Internet Archive).
16. ↑  (en) « Liste provisoire de la RF Yougoslavie au 20 janvier 1998 », sur hb-euro98.com (version du 30 juin 1998 sur Internet Archive).
17. 1 2 3  (en) František Táborský, « Selected Characteristics of the Men´s European Championship Participants », sur Analyses de l'EHF (consulté le 27 mars 2023).